# Playtech
Playtech Ltd., grundat 1999, är ett mjukvaruföretag registrerat på brittiska Jungfruöarna men med huvudkontor på Isle of Man. Företaget utvecklar plattformar för bland annat onlinekasino, onlinepoker och onlinebingo, och hade 2008 en omsättning på 111,5 miljoner euro.